# Villa Escolar
Villa Escolar é um município da Argentina, localizada na província de Formosa.